# Catherine Brewer Benson
Catherine Elizabeth Benson, de domo Brewer (ur. 24 stycznia 1822 w Auguta, Georgia, zm. 27 lutego 1908 w Macon, Georgia) – pierwsza kobieta w historii, która uzyskała dyplom ukończenia studiów wyższych (bachelor's degree).
Catherine Elizabeth Brewer urodziła się 24 stycznia 1822 r. w Auguście w stanie Georgia. Jej rodzina przeniosła się z Massachusetts do Macon w stanie Georgia w latach 20. XIX w. Tam rozpoczęła naukę w Clintom Female Seminery. Kiedy w 1839 r. seminarium zostało zamknięte, studentki przeniesiono do Georgia Female College (obecnie Wesleyan College). Georgia Female College został założony 23 grudnia 1836 r., a zajęcia rozpoczęły się 7 stycznia 1839 r. Zaszczyt, jaki przypadł Catherine Brewer, bycia pierwszą kobietą, która uzyskała dyplom ukończenia studiów wyższych, był spowodowany tym, że jej nazwisko było pierwsze na alfabetycznej liście absolwentek z roku 1840. Brewer była świadoma znaczenia tego faktu. Przed ukończeniem studiów kilkakrotnie sprawdzała, czy nie przyjęto jakiejś studentki, która mogłaby znaleźć się na liście przed nią. Jej dyplom stwierdzał, że „ukończyła ona studia wyższe (ang. course) oraz nadawał jej pierwszy stopień (ang. First Degree)”, który ówcześnie był rozumiany jako dzisiejszy bachelor's degree (licencjat). Catherine Brewer jest upamiętniana podczas corocznego spotkania absolwentek college’u, zrzeszonych w Wesleyan College Alumnae Association, kiedy nowe absolwentki są przyjmowane do stowarzyszenia słowami, pochodzącymi z jej wystąpienia podczas zakończenia roku akademickiego w 1888 r.: Absolwentki, spocznie na was obowiązek, jaki nie spoczął na nas. Wasz nauka pozwoli wam całkowicie sprostać tym wymaganiom, jeśli tylko jesteście gotowe się tego podjąć. Najlepszym błogosławieństwem, jakie mogę wam udzielić, jest takie, abyście lojalnie wypełniały zadania powierzone wam przez Boga.
Wyszła za mąż za Richarda Aarona Bensona (ur. 10 listopada 1821 w hrabstwie Putnam w Georgii, zm. 10 października 1877 w Macon). Mieli ośmioro dzieci:
- Catherine C. Benson (ur. 1845)
- R.E.B. Benson (ur. 1847)
- Thomas B. Benson (ur. 1849)
- Eliza J. Benson (ur. 1851)
- William Shepherd Benson (ur. 25 listopada 1855, zm. 20 maja 1932) – admirał, pierwszy Szef Operacji Morskich Marynarki Wojennej Stanów Zjednoczonych
- Frank Benson (ur. 1859) – urzędnik
- Howard Benson (ur. 1862) – urzędnik
- Gertude Benson (ur. 1865)

Catherine Benson zmarła w swoim domu w Macon 27 lutego 1908 r., przeżywszy 86 lat